# Radešínská Svratka
Radešínská Svratka là một làng thuộc huyện Žďár nad Sázavou, vùng Vysočina, Cộng hòa Séc.